# Kecamatan Cilegon
Kecamatan Cilegon är ett distrikt i Indonesien.   Det ligger i provinsen Banten, i den västra delen av landet, 90 km väster om huvudstaden Jakarta.